# Романский, Николай Алексеевич
Никола́й Алексе́евич Рома́нский (1861 — после 1917) — педагог, священник, историк, автор около 50 научных работ по церковной истории и истории Москвы.
Родился в 1861 году в Гатчине Санкт-Петербургской губернии в семье протоиерея гвардии. Крестной младенца стала Мария Александровна (императрица).
Окончил Смоленскую духовную семинарию и Санкт-Петербургскую духовную академию (1886).
В 1886—1902 годах служил столоначальником Московской духовной консистории, в 1887—1889 годах — преподавателем словесности в училище при Покровской общине, в 1889—1893 годах — преподавателем истории в Филаретовском епархиальном женском училище. Кроме того, в 1892—1893 годах был инспектором этого училища.
В 1892 году был рукоположён к церкви святых Космы и Дамиана на Маросейке. В 1892—1901 годах был председателем Елизаветинского комитета при этой церкви.
В 1901—1910 годах служил в Крестовоздвиженской церкви Алексеевского женского монастыря.
В 1910 году был переведён в Троицкую церковь на Арбате и стал кандидатом в члены от духовенства в Московское губернское земское собрание.
В 1915 году был командирован в 132-й Бендерский пехотный полк.
Был членом ряда научных обществ. Автор около 50 научных работ по церковной истории и истории Москвы.
Скончался после 1917 года.

## Основные сочинения
- Преосвященный Иоанн, епископ Смоленский. Его жизнь и проповеднические труды — М.: Тип. Л. и А. Снегиревых, 1887. — 283, [1], II с.
- Краткая история московской Космодамианской на Покровке церкви и её памятники. — М.: Тип. И. Я. Полякова, 1895. — 8 с.
- Краткий толковый путеводитель по Москве. — М.: Гаврилов, 1898. — 160, III с., 6 л. ил.
- К характеристике Филарета, митрополита Московского : (Дело о Филарете, иером. Троице-Сергиевой лавры) / [Свящ. Николай Романский]. — [Сергиев Посад] : тип. Свято-Троицкой лавры, 1901. — 58 с.
- История Московского Никольского единоверческого монастыря // Московские церковные ведомости. — 1902. — № 2.
- Николаевская, что в Котельниках, церковь г. Москвы // Московские церковные ведомости. — 1902. — № 50.